# Februar
Februar måned var årets sidste i den romerske kalender.

## Månedens navn
Måneden er opkaldt efter Februus, etruskernes gud for underverdenen og for renselse. Romerne regnede 23.februar for årets sidste dag, selv om måneden ikke var omme, og fejrede den dag til ære for Terminus, guden for grænsestene. Romerne knyttede også månedens navn til renselse, og den romerske gudinde Juno optrådte med tilnavnet Februa, Februata eller Februtis når hun optrådte i sit rensende aspekt.
Hos romerne kan Februus være blevet til Febris, gudinden der beskyttede mod feber og malaria. I antikkens Rom var der tre templer for Febris, det ene mellem Palatinerhøjen og sumpen Velabrum ned mod Tiberen, hvor faren for malaria-smitte var overhængende.
Hvert år 15.februar fejredes lupercalia-festen på Palatinerhøjen, hvorved en hund og to gedebukke blev ofret. Af gedeskindet lavede man lændeklæder til unge mænd, som derefter som festens højdepunkt sprang rundt højen og piskede forbipasserende kvinder med februa, dvs strimler af gedeskindet, et ritual, der skulle gøre dem frugtbare.
Ældre dansk navn var blidemåned.
I norrøn tid havde man måneden gjø fra februars slutning til sidst i marts. Gjø var sandsynligvis opkaldt efter gudinden Goe (= tynd sne), datter af jotnen Torre (= barfrost). Goe blev dyrket ved goiblot.

## Februars længde
Det vides ikke, hvorfor februar er kortere end de andre måneder. En udbredt forklaring stammer fra munken Johannes de Sacrobosco, der i De Anni Ratione fra 1235 kritiserede den julianske kalender og her fremkom med en fortælling om at februar oprindelig havde 29 dage, men at kejser Augustus overførte en dag fra februar til august, således at denne måned i lighed med juli, der var opkaldt efter Julius Cæsar, fik 31 dage. Forklaringen er forkert, hvad der fremgår af vægmalerier, som viser, at månederne havde ulige antal dage, også før Cæsar ændrede dem.
En mere troværdig forklaring involverer den romerske sagnkonge Numa Pompilius (715 - 673 f.Kr), som efter traditionen indførte månederne januar og februar efter at vinteren tidligere havde været en periode uden måneder. Den første romerske kalender blev tilskrevet Romulus, og var på 304 dage fordelt på ti måneder, hvad der hurtigt blev helt forkert. 
Numas kalenderår havde derimod 13 måneder, de fleste med uligt antal dage, fordi romerne regnede partal som ulykkesbringende:  Martius (31 dage) - Aprilis (29 dage) - Maius (31 dage) - Iunius (29 dage) - Quintilis (31 dage) - Sextilis (29 dage) - Septembris (29 dage) - Octobris (31 dage) - Novembris (29 dage) - Decembris (29 dage) - Ianuarius (29 dage) - Februarius (28, 23 eller 24 dage) - Intercalaris (27 dage), også kaldt Mercedonius. Denne måned blev fjernet, da Cæsar reformerede kalenderen i 46 f.Kr og nøjede sig med 12 måneder.

## Februar i Danmark

### Normaltal for februar
- Middeltemperatur: 1,5 °C
- Nedbør: 50 mm
- Soltimer: 69

### Vejrrekorder for februar
- 1926 – Den solfattigste med kun 12 soltimer.
- 1932 – Februar 1932 satte 2 vejrrekorder. Det var både den solrigeste med 140 soltimer, og den tørreste med kun 2 mm nedbør.
- 1942 - Den laveste lufttemperatur målt i februar: -29,0 °C i Brande.
- 1947 – Den koldeste februar med en middeltemperatur på -7,1 °C. Max- og minimumtemperaturen var hhv. 3,0 og -21,5 °C.
- 1990 – Den varmeste februar med en middeltemperatur på 5,5 °C. Max- og minimumtemperaturen var hhv. 15,8 (rekord for februar), målt ved Landbohøjskolen i Kbh., og -6,1 °C.
- 2010 – Vinteren er total, da man d. 2 februar får den 4. snestorm ind over hele landet. Bornholm havde på dette tidspunkt allerede 3 meter sne, og blev lammet i 6 dage.
- 2019 - Den højeste lufttemperatur målt i februar: 15,8 °C i Tirstrup (tangering af rekord fra 1990).
- 2020 – Den vådeste med hele 135 mm nedbør.

### Hvad sker der i februar?
Februar er typisk fastelavnsmåned i Danmark. Fastelavn falder på en ny dato hvert år, og fastelavnssøndag falder altid mellem 1. februar og 7. marts.
Fastelavnssøndags placering er styret af den kirkelige kalender, da den ligger syv uger før påskedag. Påsken er altid den første søndag efter den første fuldmåne efter forårsjævndøgn.